# Seth Manhem
Bertil Tage Seth Manhem, född 17 mars 1913 i Älvsereds församling,  död 22 april 1976 i Nyköping, var en svensk ämbetsman.
Manhem avlade studentexamen i Göteborg 1931 och juris kandidatexamen vid Stockholms högskola 1938. Han genomförde tingstjänstgöring i Hallands södra domsaga 1938–1941. Manhem blev länsbokhållare i Gotlands län 1941, i Göteborgs och Bohus län 1944, taxeringsinspektör där 1945, länsassessor 1949, biträdande taxeringsintendent 1952 och taxeringsintendent i Hallands län 1958. Han var landskamrerare i Södermanlands län 1965–1971 och länsråd där från 1971 till sin död. Manhem var ledamot av riksskattenämnden 1961–1965 och 1967–1970 samt ordförande i Föreningen Sveriges taxeringsintendenter 1960–1965. Han utgav Landsstatsmatrikeln (1963). Manhem blev riddare av Nordstjärneorden 1962 och kommendör av samma orden 1971. Han vilar på Älvsereds kyrkogård.